# Jákup Mikkelsen
Jákup Mikkelsen (Klaksvík, 1957. augusztus 22.) feröeri tanár és politikus, a Fólkaflokkurin (Feröeri Néppárt) tagja, a párt parlamenti frakcióvezetője. 2011-től 2012-ig halászati miniszter volt.

## Pályafutása
1984-ben tanári végzettséget szerzett a Føroya Læraraskúliban. A J. F. Kjølbro Heilsøla ügyvezetője.
1984–1992 között Klaksvík község tanácsának tagja volt.
2008-ban választották először a Løgting tagjává, de már 2002–2004 között helyettes képviselőként dolgozott Anfinn Kallsberg kormányfő helyett, majd 2004-től 2005-ig Jógvan við Keldu miniszter helyett.

## Magánélete
Szülei Ester sz. Hansen Sørvágurból és Sámal Mikkelsen Klaksvíkból. Felesége Ester sz. Hansen, Klaksvíkból. Három gyermekük van: Sámal, Durita és Hanna. Jelenleg Klaksvíkban él.